# Nafa-khum
Nafa-khum (in bengalese: নাফাখুম) è una cascata del fiume Sangu nel Bangladesh. È tra le più grandi cascate del paese per volume di acqua.
Il fiume Sangu cade improvvisamente per circa 25-30 metri.

## Etimologia
La parola Khum, in lingua arakanese, significa cascata. Un tipo speciale di pesci volanti, il cui nome locale è nating, si trova sotto la cascata, in una piccola grotta, perché nuota contro corrente ma non può risalire oltre la cascata.

## Infrastrutture
Le cascate si trovano in una zona remota, a tre ore di cammino da Remakri, parte del Thanchi Upazila, nel distretto di Bandarban. Remakri dista da Tindu tre ore di barca sul fiume Sangu, che dista a sua volta tre ore di barca da Thanchi. Nafa-khum non è una destinazione turistica molto frequentata.

## Galleria d'immagini

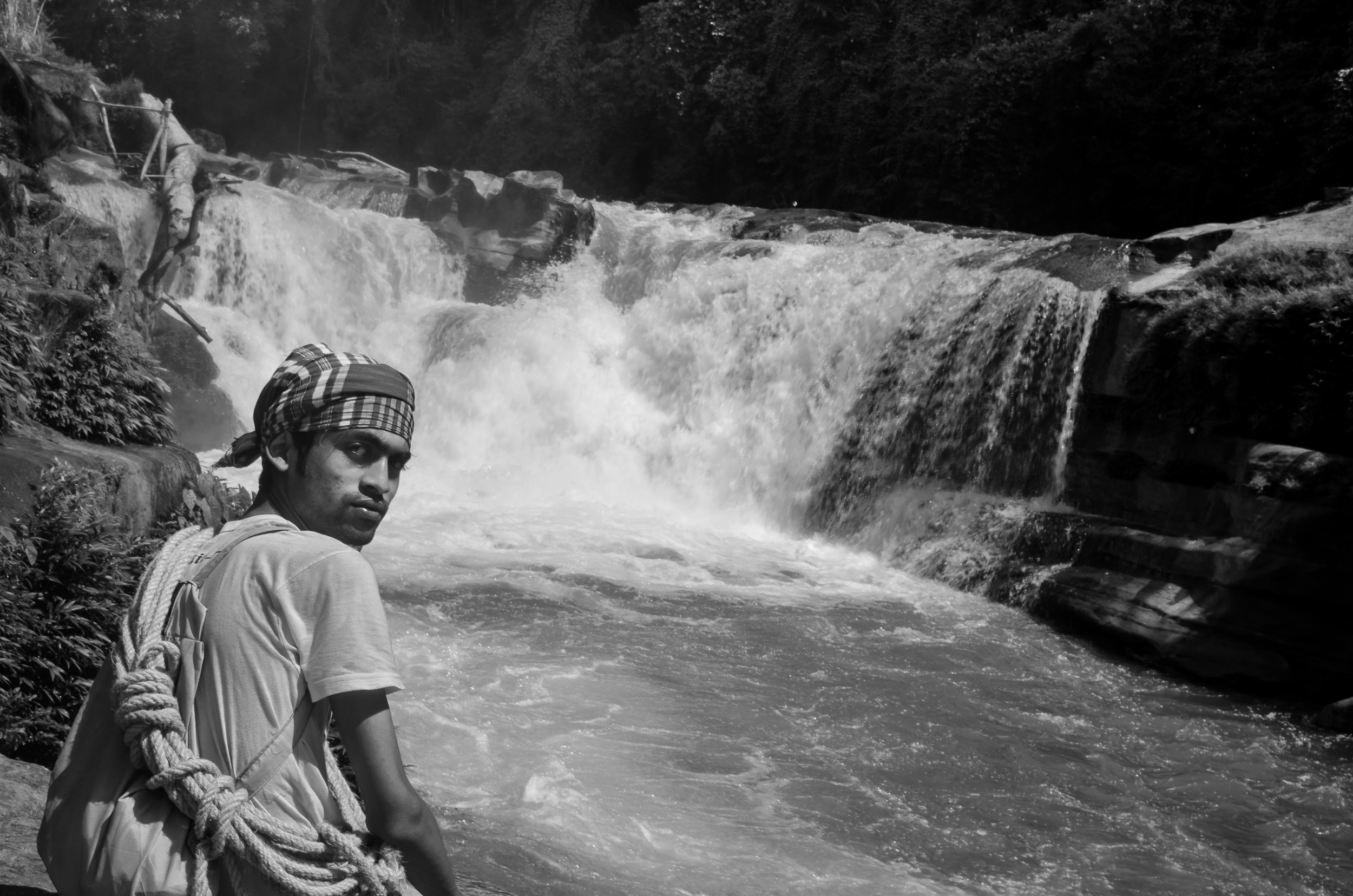
বান্দরবানের থাঞ্চি উপজেলার গহীনে অবস্থিত নাফাখুম ঝর্ণা।
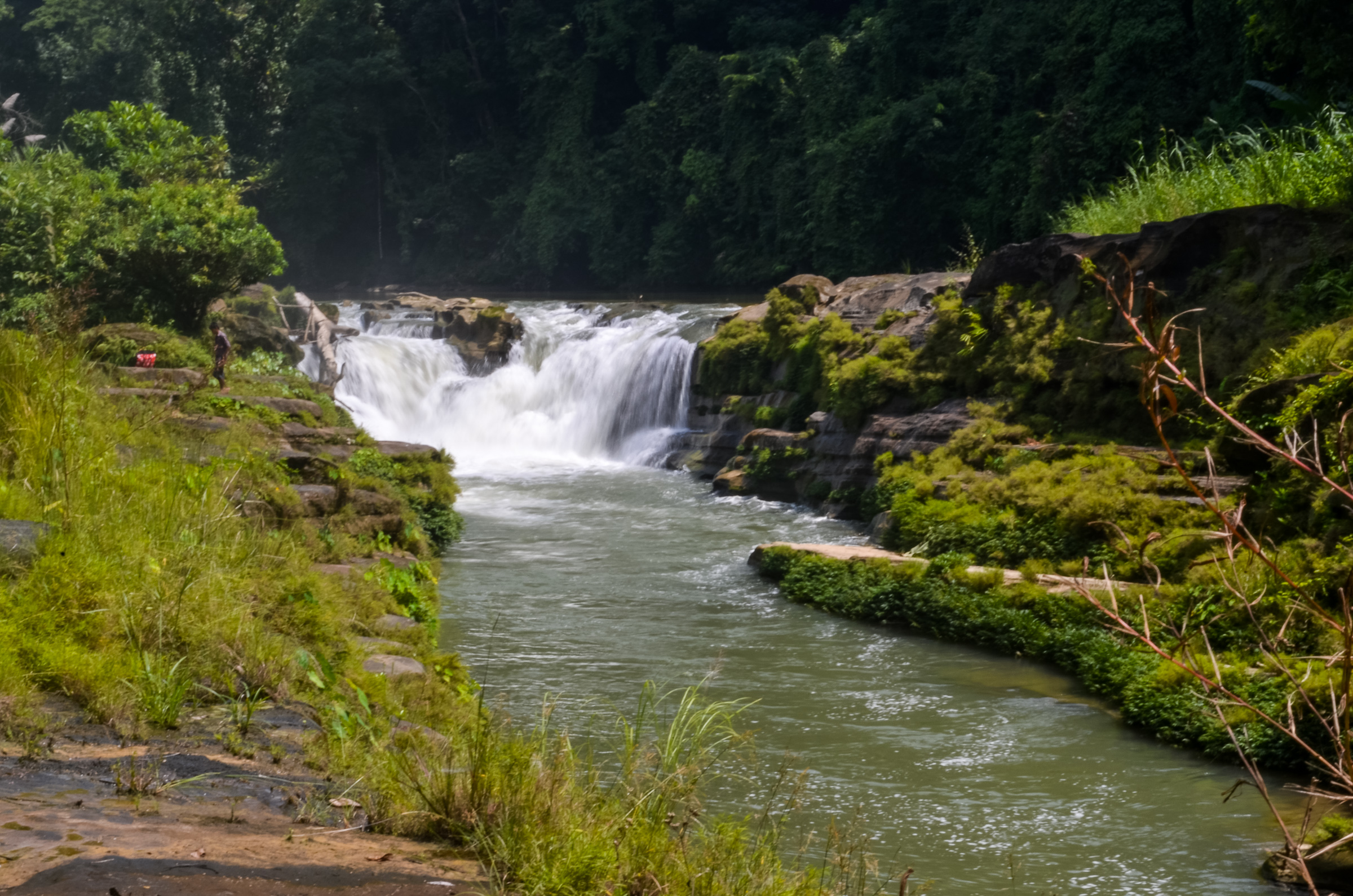
Nafakhum waterfalls, Bandarban, Bangladesh.